# Дождь (песня МакSим)
«Дождь» — песня, написанная российской певицей МакSим. Композиция была издана как промосингл с её четвёртого альбома «Другая реальность». В ротацию песня попала 22 сентября 2010 года. Цифровой релиз композиции состоялся в октябре 2010 года.

## Создание композиции и релиз
По словам певицы, идея песни пришла к ней после московской жары, летом 2010 года. Когда пошёл первый дождь, возникла идея создания композиции:

В это время я была на даче, выскочила на улицу, и мне совсем не хотелось от него прятаться. Ну наконец-то, думала я, сколько народу в Москве сейчас также радуются! В этой песне не зря есть строчки: «как устало солнце биться».— МакSим
Композиция была выпущена как радиосингл 22 сентября 2010 года. Цифровой релиз композиции состоялся в октябре 2010 года. В 2013 году песня вошла в четвёртый альбом певицы «Другая реальность».
19 мая 2015 года состоялся выход альбома Джигана «Твой выбор», в который вошёл ремейк песни «Дождь». 27 октября 2015 года Джиган выпустил клип на эту песню, в котором МакSим участие не принимает.

## Список композиций
- Радиосингл[5]

| №  | Название                         | Автор(ы)         | Длительность |
| -- | -------------------------------- | ---------------- | ------------ |
| 1. | «Дождь»                          | Марина Максимова | 3:30         |
| 2. | «Дождь» (DJ Fisun & i-DEA Remix) | Марина Максимова | 3:12         |

- Цифровой сингл[6][7]

| №  | Название                         | Автор(ы)         | Длительность |
| -- | -------------------------------- | ---------------- | ------------ |
| 1. | «Дождь»                          | Марина Максимова | 3:30         |
| 2. | «Дождь» (DJ Fisun & i-DEA Remix) | Марина Максимова | 3:28         |

## Критика и чарты
Ремейк композиции, записанный совместно с Джиганом Алексей Мажаев из InterMedia назвал «главным хитом» его альбома «Твой выбор», отметив, что особенно хороши партии певицы.
Песня заняла 12 место в пользовательском голосовании за лучшую композицию 2010 года, на портале «Muz.ru».
Композиция достигла 2 места в общем радиочарте стран СНГ и это девятый сингл певицы, попавший в топ-3 данного чарта. Песня заняла 61 место в итоговом радиочарте за 2011 год. В чарте самых ротируемых русскоязычных композиций за 2011 год песня заняла 22 строчку.
Сингл дебютировал на 10 месте в российском чарте цифровых синглов. В следующую неделю песня покинула топ-10 данного чарта. В последнюю неделю сводки чарта 2010 года песня вернулась в чарт, на 2 позицию. В первом опубликованном цифровом чарте 2011 года (продажи считались за последнюю неделю 2010-го и первую неделю 2011 года), песня опустилась до 8 места. В списке самых продаваемых цифровых треков в России за первую половину 2011 года, по информации компании 2М и Lenta.ru сингл занял 18 место.

| Страна/территория (Чарт)           | Высшая позиция |
| ---------------------------------- | -------------- |
| Tophit Общий Топ-100               | 2              |
| Tophit Топ-100 по заявкам          | 3              |
| Tophit Российский Топ-100          | 4              |
| Tophit Московский Топ-100          | 2              |
| Tophit Санкт-Петербургский Топ-100 | 4              |
| Tophit Украинский Топ-100          | 22             |
| Tophit Киевский Топ-100            | 22             |
| 2М Топ 10. Цифровые треки          | 2              |
| Красная звезда. Радиочарт          | 50             |
| Красная звезда. Народный чарт      | 28             |
| European Hot 100                   | 62             |
| Золотой граммофон                  | 2              |
| ClipYou                            | 8              |

| Страна/территория (Чарт)           | Высшая позиция |
| ---------------------------------- | -------------- |
| Tophit Общий Топ-100               | 3              |
| Tophit Топ-100 по заявкам          | 8              |
| Tophit Российский Топ-100          | 4              |
| Tophit Московский Топ-100          | 6              |
| Tophit Санкт-Петербургский Топ-100 | 8              |
| Tophit Украинский Топ-100          | 29             |
| Tophit Киевский Топ-100            | 32             |
| Красная звезда. Радиочарт          | 27             |
| Красная звезда. Чарт продаж        | 19             |
| Красная звезда. Народный чарт      | 34             |
| Красная звезда. Экспертный чарт    | 11             |
| Красная звезда. Сводный чарт       | 25             |

| Страна/территория (Чарт)        | Высшая позиция |
| ------------------------------- | -------------- |
| Красная звезда. Радиочарт       | 47             |
| Красная звезда. Чарт продаж     | 18             |
| Красная звезда. Народный чарт   | 33             |
| Красная звезда. Экспертный чарт | 32             |
| Красная звезда. Сводный чарт    | 21             |
| 2М Топ 10. Цифровые треки       | 18             |

| Страна/территория (Чарт)           | Высшая позиция |
| ---------------------------------- | -------------- |
| Tophit Общий Топ-200               | 61             |
| Tophit Общий Топ-200 (рус.)        | 22             |
| Tophit Топ-200 по заявкам          | 59             |
| Tophit Российский Топ-200          | 48             |
| Tophit Московский Топ-200          | 73             |
| Tophit Санкт-Петербургский Топ-200 | 87             |
| Tophit Украинский Топ-200          | 170            |
| Muz.ru                             | 12             |

## Награды
- 2011 год — «Золотой граммофон»[46].